# Росіянізм
Росіяні́зм, росіїзм або руси́зм, — слово або мовний зворот, запозичений з російської мови або побудований за зразком російських слів і виразів.
У разі запозичення до неслов'янських мов є окремим випадком слов'янізму. Відносна частка слів російського походження неоднакова в різних мовах: в одних запозичення обмежуються екзотизмами, в інших вони становлять значний шар лексики. Більший відсоток їх є в мовах тих народів, що проживають близько від російськомовного ареалу, зокрема тих, які тривалий час перебували у складі Росії та СРСР.

## Термін
У сучасній українській мові спостерігають розбіжності в позначенні такого роду запозичень. Українські мовознавці в дорадняські і радянські часи переважно використовували термін «русизм». Його вживали Агатангел Кримський 1905 року в статті «Деякі непевні критерії для діалектологічної класифікації староукраїнських рукописів», Володимир Самійленко «Чужомовні слова в українській мові» (1918), Олена Курило «Уваги до сучасної української літературної мови» (1923). Слово «росіянізм» також було у «Академічному тлумачному словнику української мови» (1970—1980) але з позначкою «рідковживане». Найменування запозичень з російської мови «русизмами» є в більшості мов: біл. русізм, пол. rusycyzm, англ. russism, russicism, нім. Russizismus, фр. russisme. Деякі українські словники наводять також варіант «русицизм», але подають його як застарілий.
Б. Грінченко у своїй критичній статті «Галицькі вірші» (1892) чи не вперше вживає щодо таких слів означення москалізми (відповідно до народної назви жителів Великого князівства Московського, Московії).
Низка мовознавців, вважають вживання в українській мові слів «русизм», «русицизм» щодо запозичень з російської мови небажаним. Так, сумніви щодо точності цього терміну висловив мовознавець Микола Лесюк: термін «русизм» можна розуміти двояко, чи як похідне від українського «руський» чи як утворене від рос. русский («російський») і просте застосовування міжнародного терміну «русизм» спричиняє неточності. Ним був запропонований інший термін, що міг бути звільненим від цієї неоднозначності — «росіянізм». Відомі випадки вживання слова й за радянських часів: Ближчий аналіз Шевченкової мови виявляє в ній і наявність чималої домішки росіянізмів, .. і особливо — церковнослов'янської лексики («Питання походження української мови», 1956, 18), але в «Тлумачному словнику» воно помічене як рідковживане. Віктор Мойсієнко використовує термін «росіїзм» і пропонує розрізняти поняття «росіїзм» та «русизм» так: «Росіїзм — запозичення з російської мови. Русизм — запозичення з давньоруської мови (періоду Русі) та руської (періоду Великого Князівства Литовського) до інших мов». Термін «росіїзм» запропоновано у 1993 році М. П. Лесюком.
Заступник директора з наукової роботи Інституту мовознавства ім. О. Потебні Олександр Скопненко вважає, що:
|  | Слово русизм запозичене з російської мови, у якій немає послідовного розрізнення значень "російський" і "руський". Натомість в українській мові не варто плутати прикметники руський (похідний від іменника Русь) та російський (утворення від Росія). Тому, щоб уникнути такої неоднозначності, запозичення з російської мови багато мовознавців радять називати росіїзмом або росіянізмом. |

## Історія
Вивчення історії росіянізмів (якщо розуміти під нею період часу, коли російські слова стали засвоюватись іншими мовами) являє собою досить непросту задачу. Це пов'язане, передусім, з проблемою визначення часу, коли починається історія самої російської мови. У працях багатьох російських і радянських лінгвістів до росіянізмів зараховують запозичення не тільки з російської, але й з давньоруської мови, оскільки історію останньої традиційно включають до історії першої. У сучасній українській же лінгвістичній школі такий погляд відкидають, оскільки початок історії власне російської мови відносять до значно пізнішого часу, а саме XIV—XVI ст.

## Характер запозичень з російської мови
Роль росіянізмів у різних мовах неоднакова. Так, вони налічують значний відсоток лексики в мовах різних народів Росії, а також мовах народів, що жили на території республік СРСР (білоруській, молдавській, татарській, українській, якутській, фінських, кавказьких мовах тощо). Через посередництво російської мови до цих мов проникали й міжнародні слова-інтернаціоналізми, особливо до мов азійських і кавказьких народів. Завдяки значному політичному й культурному впливу СРСР на Монголію, чимало росіянізмів (чи опосередованих інтернаціоналізмів) ми знаходимо й у монгольській мові: платье, кино, ботинк, кило, автобус, ресторан, инженер, трактор, рецептээр («рецепт»), аптек, концерт, консерв, билет тощо.
У західноєвропейських же мовах, носії яких мало знайомі з російською мовою, росіянізмів небагато й вони грають там незначну роль, позначаючи переважно російські реалії й предмети російського побуту, тобто являючись в них екзотизмами: sputnik, kalashnikov, the Kremlin, czar (tsar), boyard, vodka. Проте, серед них зустрічаються й наукові терміни, впроваджені російськими науковцями, зокрема, у галузі ґрунтознавства: gley, podzol, solonchak, solonets, chernozem, kastanozem (останні послужили зразком для інших термінів, напр. phaeozem), географії (tundra, taiga) а також мінералогії (siberite, muskovite).

## Росіянізми у мовах світу
У розділі наведено кілька прикладів найхарактерніших росіянізмів в мовах світу, що наочно показують поширеність слів російського походження і їхнє місце в лексичних сегментах різних мов.

### Англійська
- aerosani (аеросани)
- astrakhan (каракуль)
- babushka (жіноча хустка)
- balalayka
- banya (російська лазня)
- borzoi (російський псовий хорт)
- dacha (заміський будинок)
- fortochka (кватирка)
- glasnost
- izba (рублена хата в Росії)
- kokoshnik
- kray (адміністративна одиниця в Росії)
- lunnik (щодо радянських місячних апаратів)
- matryoshka
- oblast (адміністративна одиниця)
- okrug (адміністративна одиниця в Росії)
- Perestroyka («Перебудова» в СРСР)
- polynya («морська ополонка»)
- silovik (співробітник силових відомств у Росії)
- Soviet (щодо радянських органів влади)
- sputnik (щодо перших радянських супутників)
- sterlet (стерлядь)
- troika («тройка», а також у сполученні «European troika»)
- ukaz (щодо російських історичних документів)
- ushanka
- vodka

### Естонська
- arssin (аршин)
- kirka (кирка)
- kissell (кисіль)
- kopikas (копійка)
- lusikas (ложка)
- nädal (тиждень) — від «недѣля»

### Італійська
- kvas
- matrioska/matriosca
- obščina (громада в Росії)
- opričniki
- perestrojka
- pirog
- pud
- Raskol
- Soviet
- sputnik (щодо перших радянських супутників)
- troika
- veče (віче)

### Латиська
- bagāts (багатий)
- baznīca (церква) — від «божница»
- cena (ціна)
- kāposti (капуста)
- kiselis (кисіль)
- nedēļa (тиждень) — від «недѣля»
- pagasts (волость) — від «погостъ»
- pagrabs (погріб)
- pīrāgs (пиріг)
- pulks (полк)
- robeža (рубіж)
- solīt (обіцяти) — від «сулить»
- soma (сумка)
- zābaks (чобіт) — від «сапогъ»

### Німецька
- Beluga (білуга)
- Beluga-Wal (кит-білуха)
- Pirogge
- Pogrom (погром)
- Scheltopusik
- Steppe
- Troika
- Tschernosem
- Ukas
- Wodka
- Zobel (соболь)

### Польська
- chałtura
- chozrasczot
- kołchoz
- gilza
- barachło
- sowiecki
- sowieci
- wsjo rawno
- skolko ugodno
- zagwozdka
- miałki
- ustrojstwo
- póki co

### Татарська
- арыш (жито) — від «рожь»
- өяз (повіт) — від «уѣздъ»
- гөреҗдә (хрящ-молочник) — від «груздь»
- керән (хрін)
- кәбестә (капуста)
- кәҗә (коза)
- крестьян (селянин) — від «крестьянинъ»
- малай (хлопець)
- мүк (мох)
- онык (онук)
- өстәл (стіл)
- уҗым (озимина)
- эскәмйә (лавка)

### Фінська
- ikkuna (вікно)
- kissa (кішка, кицька)
- luokki (дуга) — від «лук»
- lusikka (ложка)
- purlakka (бурлак)
- risti (хрест)
- rospuutto (бездоріжжя) — від «распутье»
- siisti (чистий)
- sirppi (серп)
- tavara (товар)
- talkkuna (толокно)
- tuska (туга)
- viesti (вість, новина)

### Французька
- beluga (кит-білуха)
- bistrot (бістро)
- boyard (боярин)
- izba
- pope
- samovar
- steppe
- ouchanka
- taïga
- troika («тройка», а також «трійка» в політичному сенсі)
- vodka

### Японська
- ソビエト [собіето] (рада як орган влади)
- コルホーズ [корухо:дзу] (колгосп)
- クワース [кува:су] (квас)
- ピロシキ [піросікі] (пиріжки)
- ペチカ [петіка] (руська піч)
- コンビナート [комбіна:то] (комбінат — у значенні «багатопрофільне підприємство»)
- ウォッカ [вокка] (водка)

## Росіянізми в українській мові
У сучасній українській мові існує значна кількість запозичень з російської, у різних сегментах лексики. Сусідство українського й російського народів, а також тривале домінування Російської імперії, Радянського Союзу, що супроводжувалось мовним впливом, не могли не залишити слід на українській мові. Запозичення слів йшло різними шляхами.
У районах компактного проживання росіян й українців були неминучі мовні контакти, що приводили до взаємопроникнення лексичних одиниць. Після приєднання Східної України до Московського царства (з другої половини XVII ст.) до української починають проникати численні запозичення з російської мови — адміністративні, суспільно-політичні, виробничі та військові терміни, а також лексика пов'язана з традиційним московським (російським) побутом (поміщик, посланник, чиновник, превосходительство, предводитель, приказ, прикажчик, указ, артіль, завод, рудник, дуло, кріпость, піхота, нагідки, самовар).
Більша частина українських земель перебувала в складі Російської імперії, тому все офіційне спілкування було російськомовним. Мова судочинства, адміністрації, армії справляла свій вплив на мовлення простих українців. Сумнозвісний Емський указ забороняв видання україномовної літератури, а здобуття освіти національними мовами було й поготів річчю неможливою, через що українська інтелігенція Російської імперії була суцільно російськомовною. Українська залишалась лише засобом побутового мовлення, тобто чисто розмовного стилю, який не міг вдовольнити всі потреби, мав брак багатьох специфічних термінів і висловів.
Чимало запозичень з російської вживали багато які українські письменники — на етапі становлення літературної української мови наприкінці XVIII — початку XIX ст.: вони починали писати свої твори, діставши перед тим російськомовну освіту. Так, в «Енеїді» Івана Котляревського можна знайти такі росіянізми: вкусний, надежда, ногті, обезьяна, разний. Слова з російської літературної мови вживав і Пантелеймон Куліш. Тут можна виявити й «справжні» росіянізми (іздатель, понапечатував), і «псевдоросіянізми»: як старослов'янського (оглашати, глаголати, соблюдати, уповати) так і староукраїнського або діалектного походження (год, послі, тілько, первий, лучче). Багато таких слів і в мові Тараса Шевченка (благодарити, будуще, кровать, лавка («крамниця»), лист («аркуш»), нарошне, настоящий, нащот, оп'ять, отечество, охота («полювання»), первий, положено, получити (отримати), послідній, потеряти, прочий, случай, стоїти («коштувати»), сутки («доба»), угол, яд. Російські лексичні одиниці часто вживали україномовні письменники російського походження (Марко Вовчок, Микола Хвильовий).
Багато російських запозичень існує в галузі політики (партієць, більшовик, комсомол), техніки (завод, електропоїзд, підшипник), діловодства (указ, законопроєкт).

### Росіянізми в літературній мові
У списку наведені приклади слів літературної української мови, які відповідно до даних «Академічного тлумачного словника української мови» і «Етимологічного словника української мови» можна ідентифікувати як російські запозичення.
Жирним курсивом виділено слова, вживання яких у всіх значеннях обмежено розмовним стилем мовлення.
- Акула < акула < [а́ккуле, аккула] < саам. akkli (akkala, akkola, akkale) < д.-ісл. hákall;
- Артіль < артель < тат. art («задня частина, тил») + il («народ, община»);
- Байдарка < байдарка, від байда («довбаний човен»), або від байдак («річкове судно»);
- Баранка < баранка («бублик»; «кермо») < біл. абаранак;
- Барбос < барбос («собака»);
- Битюг < битюг, від назви річки Битюг;
- Бравурний < бравурный, від виразу бравурная ария < фр. air de bravoure;
- Брущатка < брусчатка, від брус;
- Бумазея < бумазея < нід. bombazijn < фр. bombasin < італ. bombagino;
- Взвод < взвод («чота»), від взводить («зводити»);
- Винокур < винокур («винник»), від вино + курить («добувати (викурювати) горілку підігріванням»);
- Вірьовка < верёвка («мотузка»), якому відповідає питоме [вере́вка] («вервечка»);
- Вобла < вобла;
- Вокзал < вокзал < англ. Vauxhall («Воксхолл[en] — назва дільниці Лондона»);
- Воронка («вирва») < воронка («лійка»; «яма конічної форми») < прасл. *vorna («колодка, чіп»);
- В'юшка < вьюшка («затулка для димоходу, каглянка»), від вить («вити, скручувати»);
- Гайка < гайка, від [га́ить] («закривати»; «лагодити»);
- Дача < дача < прасл. *datja («подарована (дана) володарем земля»);
- Дворянин < дворянин < д.-рус. дворѧнинъ, від дворъ («двір володаря»);
- Драїти < драить («чистити»; первісно — «натягати») < нід. draaien («крутити, точити»);
- Дроги, дрожки < дрожки, дрога́ («поздовжній брусок, що з’єднує передню і задню осі воза, розвора»), дро́ги («нижня частина воза»);
- Єрепенитися < ерепениться, від [ерепе́й] («реп'ях»);
- Жерсть < жесть («бляха») < кипчацьк. žez («мідь»). Зазнало зближення з питомим шерсть;
- Закупорювати < закупоривать, від давнішого [ку́порить], похідного від [ку́пор] («бондар») < англ. cooper, або сер.-н.-нім. kûper чи нід. kuiper;
- Здоба < сдоба, якому відповідає питоме [здіб] («зовнішній вигляд»);
- Каракатиця < каракатица < *корокатица, пов'язане з *корокатъ («ногатий»), від д.-рус. *корокъ («нога»);
- Караковий (про масть коня) < караковый < ст.-рос. кара́кулый, від тюрк. karakula, що утворене з kara («чорний») + kula («буланий»);
- Карга < карга < тюрк. karγa («ворона»);
- Керогаз < керогаз;
- Клейонка < клеёнка, від клеить («клеїти»);
- Клоп < клоп < прасл. *klopъ;
- Клюква < клюква («журавлина»);
- Койка < койка < нід. kooi («клітка»; «загін, кошара») < нім. kaue («гірнича хатина над шахтою») < лат. cavea («перегородка»; «обгороджене місце»; «вулик»);
- Колонок < колонок < евенкійськ. холонггō («колонок, тхір»);
- Колосник < колосник, пов'язане з колос («тип суцвіття»);
- Колпиця < колпица < прасл. *kъlpь («лебідь»);
- Колчедан < колчедан < фр. calcédoine («халцедон») < сер.-лат. calcedonius;
- Копійка < копейка < копейная деньга («монета, на якій був зображений великий князь верхи на коні зі списом (копієм) у руці»);
- Корюшка < корюшка < вепс. koreh;
- Кочегар < кочегар < *кочергар, від кочерга;
- Краснуха < краснуха, від красный («червоний»);
- Кривошип < кривошип;
- Кропіткий < [кро́поткий], кропотливый, що утворені від [кро́пот] («клопіт, турбота»);
- Кувалда < кувалда < біл. кавадла («ковадло») < пол. kowadło;
- Кузов < кузов < тат. qızaw («козуб»);
- Кулеб'яка < кулебяка;
- Кульо́к < кулёк, від куль («лантух»);
- Кумекати < кумекать («розуміти, тямити»);
- Кустар < кустар < нім. kunster, künster («знавець мистецтва, ремесла»);
- Лайка (про породу собак) < лайка, від лаять («гавкати»);
- Ларьок < ларёк, зменш. від ларь («великий ящик для речей, продуктів»; «палатка для торгівлі») < д.-рус. ларь («рундук, скриня») < д.-швед. lárr («рундук»; «шухляда»);
- Лента[ком. 1] < лента («стрічка») < нім. Linte, або грец. λέντιον («смуга лляної тканини, рушник»);
- Лимонник < лимонник, від лимон;
- Ловкач < ловкач («спритник»), від ловкий («спритний»);
- Лунка < лунка;
- Льотчик < лётчик, від летать («літати»);
- Майка < майка < італ. maglia;
- Матрьошка < матрёшка, зменш. від імені Матрёна («Мотрона»);
- Маховик < маховик, від махать («махати»);
- Махорка < махорка, від *амерфо́ртский, що утворене від назви міста Амерсфорт (нід. Amersfoort). Зазнало впливу рос. махор, мохор («китиця»; «окрема нитка бахроми»);
- Мішура < мишура < араб. mozavvir («підробка»);
- Моська < моська, від мопс;
- Набат < набат («сполох») < ст.-рос. набатъ («великий мідний барабан») < тюрк. nabat < араб. naubât («сигнал труби»; «барабанний бій»);
- Навряд < навряд, від на + вряд ли («сумнівно»);
- Нагідки < ноготки («нігтики»), від д.-рус. ногъть, ноготь < прасл. *nogъtь;
- Наждак < наждак < тур. nacak («велика палиця, дволеза сокира»);
- Наст < наст, пов'язане зі ст.-рос. обнастывати («покривати»), разнастити («розкрити»);
- Обиватель < обыватель < пол. obywatel («громадянин») < чеськ. obyvatel («житель»), від býti, bývati («бути»);
- Обиняки < обиняки («натяки, недомовки»), від д.-рус. обинꙋтисѧ < староцерк.-слов. обинѫти сѧ («уникнути, посторонитися, злякатися»);
- Область < область < д.-рус. область («край, військо, велика влада, панування») < староцерк.-слов. область («влада, край»);
- Одіяло < одеяло («ковдра»), від д.-рус. одѣꙗти («одягати»);
- Окрошка < окрошка, від крошить («кришити»);
- Пельмені < пельмени < комі пель-нянь, що утворене з пель («вухо») + нянь («хліб»);
- Пелядь < пелядь;
- Пемза < пемза < давн.в-нім. pumiӡ < лат. pūmex;
- Пишка < пышка («пампушка»), від пышный («пухкий»);
- Піджак < пиджак < англ. pea jacket («куртка, піджак») < нід. píjjekker («куртка з грубої тканини»);
- Підодіяльник < пододеяльник («підковдра»);
- Підряд < подряд, від подрядить («найняти на тимчасову роботу на певних умовах»);
- Підшипник < подшипник;
- Плі (команда стріляти) < пли < пали́ («пали, підпалюй порох»);
- Погон < погон, від погонять («поганяти»);
- Получка < получка, від получить («дістати, одержати»);
- Поршень < поршень, від порхать («пурхати»);
- Похабний < похабный («непристойний»), пов'язане з д.-рус. похабьно («нерозумно, подібно до божевільного»);
- Пошлий < пошлый («обмежений»; «банальний»; «вульгарний»);
- Прапорщик < прапорщик, від застарілого прапор < церк.-слов. прапоръ («прапор»; «дзвоник»);
- Приход < приход («парафія»), від приходить («приходити»);
- Причитати < причитать («голосити», первісно — «приєднувати») < д.-рус. причитати («причисляти»; «приєднувати»; «обговорювати»);
- Пробірка < пробирка < нім. probieren («випробовувати») < лат. probo («випробовую»);
- Продовольство < продовольствие, від застарілого продовольствовать («постачати їжу, годувати в організованому порядку»);
- Рейка < рейка («вузький дерев'яний брусок, дощечка»);
- Протиріччя < противоречие («суперечність»);
- Просторіччя < просторечие;
- Пуночка < пуночка < [пу́нашка] < карел. punańe;
- Розвальні < розвальни («різновид великих саней, один з аналогів українських ґринджол»), від развалить («розвалити»);
- Розтягай < расстегай, від расстегать («розстібати»);
- Ромашка < ромашка, від роман < лат. anthemis romana («римська ромашка»);
- Ряпушка < ряпушка < [ряпуса, ряпуша] < вепс. rapus;
- Сальний < сальный < фр. sale («брудний») < сер.-в.-нім. sal («мутний»). Зазнало зближення з рос. сало;
- Самовар < самовар;
- Сарафан < сарафан < перс. serāpā («почесний одяг»);
- Сищик < сыщик («детектив»), від сыскать («розшукати»);
- Скань < скань, від скать («сукати»);
- Склока < склока;
- Скромний < скромный < пол. skromny;
- Смисл < смысл < д.-рус. съмꙑслъ («думка, розум»);
- Снохач < снохач («свекор, який має статеві зносини з невісткою»);
- Состав < состав («склад»), від составить («скласти»);
- Спесивий < спесивый («пихатий»);
- Ставка (військовий термін) < ставка («орган верховного головнокомандування на чолі з головнокомандувачем»);
- Стакан < стакан («склянка») < ст.-рос. достокан < чагатайськ. tostakan («дерев'яна мисочка»);
- Стамеска < стамеска < нім. Stemmeisen («стамеска, долото, зубило»);
- Стеклярус < стеклярус, що утворене з стекло («скло») + ярус (у значенні «ряд, смуга»);
- Стрем'янка < стремянка («драбина»);
- Струбцина < струбцина < нім. Schraubenzwinge («гвинтовий зажим, тиски»), що утворене з Schraube («гвинт») + Zwinge («тиски»);
- Сьомга < сёмга;
- Табанити < табанить, від манс. tǫ̇ß- («гребти веслом»);
- Таможня < таможня («митниця»), від д.-рус. тамъга («вид податку, уведеного на Русі татарами»; «торгове мито»);
- Толк < толк, якому відповідає питоме [товк] («глузд, розум»);
- Устриця < устрица < [устерс, устерса] < нід. oester;
- Утюг < утюг («праска») < тур. ütü;
- Циновка < циновка, від [цынова́ть] («дерти лико, різати лико на тонкі смуги»);
- Чехарда < чехарда;
- Чин (у значенні «звання, ранг»), чиновник < чин, чиновник < д.-рус. чинъ («ступінь, посада») < староцерк.-слов. чинъ («порядок»; «статут»; «сан»);
- Чулан < чулан («комірчина»);
- Чурбак < чурбак («обрубок дерева, коротка колодка»);
- Шавка < шавка («маленький непоказний собака»);
- Шпала < шпала < нім. Spale або нід. spalk;
- Щі < щи («російський варіант капусняку»);
- Ямщик < ямщик < тат. yamçı («поштовий візник»), від yam («поштова станція»; «станція, де змінювали коней»).

### Слова, що з'явилися підо впливом російської
З російської мови до української проникали слова не власне російські, але й засвоєні нею іноземні, часто західноєвропейського походження. Російське посередництво, поряд з польським і німецьким, було важливим джерелом для значної кількости іншомовної термінологічної лексики (конференція, декларація, канонада (часте стріляння з багатьох гармат), кібернетика, синтез, біохімія, лауреат, аналіз).

## Росіянізми й національна самосвідомість

### Суть проблеми
Тема російських запозичень є особливо актуальною в близькоспоріднених з нею мовах — білоруській і українській. Тривале перебування народів у складі російськомовних держав, сильний культурний, науковий й технічний вплив з боку росіян не могли не призвести до істотного впливу російської на мови цих народів. Тому для українського й білоруського мовознавства поняття росіянізму стає дуже важливим, бувши не просто питанням етимології деяких слів, а поняттям, пов'язаним з питанням мовного пуризму, культури мовлення. Через це зміст, що вкладають у термін «росіянізм» в українській у білоруській мовах, дещо відмінний від його розуміння в інших мовах. Так, у сучасній українській лінгвістиці під «росіянізмами» часто розуміють не тільки лексику, запозичену з російської мови, але й інші мовні явища, викликані її впливом на українську: наслідування російської вимови, наголосу, синтаксису, а також лінгвістичні кальки з неї. У більшості ж мов «росіянізмами» звуть лише те, що українські мовознавці пропонують звати «лексичними росіянізмами». Деяку плутанину породжує той факт, що деякі автори не розрізнюють в українській мові таких різних форм, як літературне, діалектне, жаргонне мовлення, об'єднуючи все в одне поняття — «українська мова». Під росіянізмами тоді розуміють не тільки слова, що ввійшли до нормативної української, але й до простомовного або жаргонного мовлення (міського, професійного, шкільного, студентського) — з неусталеною лексикою, часто невідбитою в лексикографії. Досліджень же росіянізмів в літературній мові, зокрема в мові українських класиків, значно менше.

### Класифікація
Оскільки під терміном «росіянізм» у сучасній українській публіцистиці й мовознавстві часто розуміють всі явища, що були викликані впливом російської, це поняття важко піддається визначенню. За класифікацією Миколи Лесюка, росіянізми (у широкому смислі) поділяють на:
- Лексичні — слова, запозичені з російської мови, росіянізми у вузькому сенсі;
- Фонетичні — відхилення від норм української літературної вимови, пов'язані з російським впливом;
- Морфологічні — використання невластивих українській мові словоутворювальних елементів, наявних у російській. Синонім — «словотвірні росіянізми»;
- Граматичні — порушення відмінювання, зміни граматичного роду за зразком російських слів;
- Акцентуаційні — відхилення від норм наголошування;
- Кальки — дослівні переклади російських мовних зворотів і складених слів.

Лексичні росіянізми. Лесюк розрізнює такі підгрупи лексичних росіянізмів:
1) ті, що являють собою просту заміну українського слова росіянізмом;
2) слова з російським коренем, але асимільовані відповідно до українських законів граматики й словотвору;
3) слова російської мови, що мають в українській інше значення (міжмовні омоніми), їх можна назвати «семантичними росіянізмами»;
4) поєднання лексичних росіянізмів з кальками (часткові кальки);
5) вживання власних імен, оформлених на російський лад (Єгор, Альона, Женя — замість Юрко, Олена, Євгенко).
Фонетичні росіянізми — порушення офоепічних норм української мови, зумовлені російським впливом. Вони характеризуються такими рисами:
1) вимова ненаголошеного /о/ як /а/ (акання) або його редукція ([карова], [малако/мълако] — замість [корова], [молоко]);
2) завжди м'яка вимова /ч/ ([чьас], [чєсний], [люблячі] — замість [час], [чесний], [люблячи]);
3) м'яка вимова губних ([мьач], [мьакий] — замість [м'йач], [м'йакий]);
4) вимова в наприкінці слова і перед приголосними як /f/ замість нормативного /w/ ([любоф], [зноф], [зробиф] — замість [любоў], [зноў], [зробиў]);
5) інші приклади наслідування російської вимови (зіма, міліон — замість залізний, зима, мільйон).
До помилок у вимові приводить і неправильне читання українських літер, що мають однакове накреслення з російськими, але вимовляються інакше: е, и, ч, щ. Втім, це скоріше можна віднести до типових помилок російськомовних на початковій стадії вивчення мови.
Акцентуаційні росіянізми. Близькі до фонетичних, але їх розглядають окремо. Вони полягають у порушенні норм наголосу, пов'язаному з впливом співзвучних російських слів, наприклад: но́вий, ста́рий, середи́на, не́нависть, оди́надцять — замість нови́й, стари́й, сере́дина, нена́висть, одина́дцять.
Морфологічні росіянізми. Ними зовуть слова, що мають український корінь, але утворені за допомогою російських засобів словотвору або мають ознаки чергувань російського типу. У цій категорії можна виділити такі підгрупи:
1) префіксальні — в яких замість українських використовують російські приростки (придавати, об'ясняти, напротив — замість додавати, пояснювати, навпроти);
2) суфіксальні — з вживанням російських наростків (ігрушки, борьба — замість іграшки, боротьба);
3) з російським типом чергування звуків (прочту, корня, коровка, на рукі — замість прочитаю, кореня, корівка, на руці);
4) вживання дієприкметників, рідкісних в українській мові, як активних (підходячий, відпочиваючі, оточуючі — замість підхожий, відпочивальники, навколишні), так і пасивних (опавше, застарівше — замість опале, застаріле).
Граматичні росіянізми. До них відносять відхилення від української граматичної норми — порушення форм слів і побудови речень (синтаксису). У них можна виділити такі підгрупи:
1) відсутні в українській мові форми слів;
2) вживання йменників, займенників, прикметників у неправильній формі числа, роду чи відмінка;
3) неправильне вживання прийменників;
4) неправильні форми звертань;
5) помилки у формах числівників (п'ятидесяти, шестидесяти, семидесяти — замість п'ятдесяти, шістдесяти, сімдесяти).
Кальки. Кальками в лінгвістиці називають буквальні‚ слово за словом чи морфема за морфемою‚ переклади мовних зворотів або складених слів. Кальки існують в багатьох мовах, багато які наукові терміни утворені калькуванням грецьких і латинських слів (правопис, чинник, кислота). Кальки з російських виразів існують і в нормативній українській (колгосп, держрозрахунок, ліспромгосп).

### Ідентифікація
Виявлення російських запозичень в українській мові, як лексичних, так і інших, становить певні труднощі. Близькоспорідненість східнослов'янських мов і суміжні (часто взаємоперекривні) ареали їхнього поширення (діалектний континуум) допускають наявність значної кількості спільної лексики, а також лексики, у якої не вдається встановити напрямок запозичення. Деякі слова, наявні в обох мовах, можуть виявитись запозиченими не з російської до української, а навпаки. Наприклад, слова обуза, повстанець, пасіка — існують в обох мовах, але в російській вони за походженням є українізмами. Наслідком континууму є також розмитість фонетичних меж (ізоглос), що утрудняє провести грань між українською і російською вимовою. Тому коли кажуть про фонетику українську й фонетику російську, зазвичай мають на увазі саме літературну, а не діалектну вимову.
Проте, в інших випадках можна з певністю казати про російське запозичення. Передусім, це стосується науково-технічної, політико-адміністративної і військової лексики. Тривале перебування українських земель (зокрема, східних) у складі державних утворень, де офіційною мовою була російська, призвело до значного припливу російської термінології в цих галузях. Зустрічаються росіянізми й в інших лексичних сегментах. Виявленню росіянізму можуть сприяти такі ознаки, як: 1) корінь слова, присутній в російській мові, але відсутній в українській, не засвідчений або не реконструйований у давньоруській; 2) корінь присутній в українській, але має інше значення (гайка, лайка (собака), наріччя, протиріччя, получка); 3) невластиві українській мові чергування звуків або словоутворювальні елементи (чтиво, вкладиш, натоптиш, чорниш).
Багато спільної україно-російської лексики погано піддається однозначної ідентифікації як запозичених чи питомо українських слів. У різних авторів можна зустріти суперечливі погляди на природу того чи того слова, що подібне до російського, проте, не засвідченого в західнослов'янських і південнослов'янських мовах.
Окремо слід зазначити ненормативні (не засвідчені словниками) запозичення з російської мови у розмовне українське мовлення. Якщо кількість російської лексики не обмежена окремими словами, а носить масовий характер, тоді можна вже казати не про росіянізми, а про таке явище, як україно-російський суржик — мовлення з елементами обох мов. Часто використання російської лексики у суржику сполучене з наслідуванням російської вимови й граматичних форм, калькуванням російських мовних конструкцій.

## Росіянізми в галицькому язичії
Запозичення з російської мови складали значну частину лексики «москвофільського язичія» — штучної книжної мови, поширеної у Прикарпатті й Закарпатті наприкінці XIX — початку XX століть. Оскільки деякі планували його використовувати як засіб для переходу на літературну російську, росіянізми (поряд з церковнослов'янізмами) всіляко вітались. Втім, зважаючи на те, що творці цієї мови відбирали для неї з місцевих говірок слова, спільні з російськими й церковнослов'янськими, не всі слова язичія, тотожні російським, можна розглядати як росіянізми.
Частина журналів і газет, що видавались язичієм, вже в 1880-90-х роках перейшла на російську мову, а на початку XX язичіє остаточно зникло. Проте, деякі слова язичія (зокрема російського походження) досі вживають в західному варіанті української мови. На думку мовознавця Святослава Караванського, до них належить і західноукраїнське «спротив» (з пол. sprzeciw), що ввійшло в літературну мову під впливом рос. сопротивление.
Факт, що Російська Імперія була до 1870-х років єдиною незалежною слов'янською державою, призводив до того, що російська мова ставала лексичним орієнтиром для національно свідомої інтелігенції не тільки на Заході України, але й в інших слов'янських землях. У XIX столітті активісти національного, культурного й мовного відродження слов'янських народів («будителі») уводять в обіг численні запозичення з російської мови. Так у відроджуваній чеській мові росіянізми тоді склали значну частку лексики.

## Проблема росіянізмів у сучасній українській мові
Після відновлення Україною незалежності стали активно обговорювати й проблему впливу російської мови на українську, стали видаватись дослідження і посібники з цієї теми («Антисуржик»). Прагнення звільнитись від значного не тільки культурного, а й економічного впливу Росії, що триває й після відновлення незалежності ставить на одне з основних місць мовне питання в Україні. Обмеженість вживання української мови часто пояснюють мовною політикою СРСР і бачать в цьому одну з основних причин несприятливої ситуації в державі. Боротьба з російським впливом у всіх сферах, зокрема й мовній, приводить до того, що в багатьох публікаціях 1990—2010 р.р. росіянізми розглядають і оцінюють не стільки в лінгвістичному, скільки в соціально-політичному аспекті. Більшість україномовних авторів вживає термін «росіянізм» у негативному контексті, позначаючи ним засмічення української мови російськими словами, порушення орфоепічних і граматичних норм під впливом російської мови («Одинадцятитомний академічний „Словник української мови“‚ скажімо‚ трактує назване поняття як „слово‚ зворот‚ запозичені з російської мови іншою мовою“ [30, 911]. Таке тлумачення терміна „русизм“ створює враження позитивного його розуміння… …Тоді як русизми насправді в українській мові є явищем негативним‚ оскільки засмічують мовлення‚ спотворюючи нашу мову»). Тема росіянізмів зазвичай поєднується з проблемою суржику, призводячи до того, що слова «росіянізми» і «суржик» часто вживають як синоніми. Наявність величезної кількості росіянізмів, рівно як існування самого суржику українські мовознавці і публіцисти пояснюють не тільки політичним, культурним і технічним впливом Російської імперії і СРСР, не тільки престижністю російської мови в обох державах, але й такою причиною, як цілеспрямоване витіснення української мови російською (наводячи за приклад радянську теорію «злиття мов», що призводила до росифікації народів СРСР). Політичний і громадський діяч Юрій Гнаткевич пише у своєму посібнику-«антисуржику»: «…Русизми в нашому мовленні є наслідком багатовікового засилля російської мови в Україні. Вони проникли в мову мільйонів українців, засмітили її та перетворили в суржик…».
Викорінення росіянізмів розглядають як головний складник відродження української мови, у якій, у свою чергу, багато які освічені українці бачать запоруку зростання національної самосвідомості. Посібники з культури мовлення, по суті, є порадниками, що вказують на російські елементи у розмовній українській і приписують заміняти їх іншими словами. У написанні наукових, публіцистичних та художніх творів рекомендують уникати росіянізмів (крім росіянізмів, вжитих свідомо — для характеристики особи або персонажа чи для обґрунтованого розширення лексики). Це ж стосується й літературного усного мовлення. Деякі автори йдуть ще далі, пропонуючи переглянути й науково-технічну термінологію (створену за радянських часів і на їхню думку, скальковану з російської), повернувшись до старих українських термінів 1920-х років.
На жаль, заходи з очищення мови іноді переходять розумну міру. Так, багато питомо українських слів, широко уживаних українськими класиками, необґрунтовано оголошуються «росіянізмами» і пропонуються до заміни на інші слова, які можуть бути не лише українськими, але й запозиченими у свою чергу з інших мов. Терміни, що звучать схоже в українській і російській мовах, стараються замінювати словами на основі українських коренів, але частіше — словами польського, німецького походження, а у діаспорянській літературі — й англійського. Український мовознавець Олександр Тараненко зауважує: «У такій нормативно-стилістичній переорієнтації літературна мова значною мірою наслідує мовну практику 1920-х — початку 1930-х років у радянській Україні та довоєнного періоду в Галичині й сучасної західної української діаспори», він зазначує також напрямок запозичень «з іншої сусідньої мови, яка також протягом значного історичного періоду справляла потужний вплив на українську мову, — польської». Він пише: «У своєму наївному вияві такі пуристичні тенденції захоплюють навіть одиниці не тільки безумовно питомі, але й семантично не дублетні щодо тих, які визнаються небажаними»: так, «бочку» замінюють на «діжку», хоча це різні речі (тобто, тут ми маємо справу з феноменом гіперкорекції). На думку мовознавця, «Вплив російської мови на свідомість носіїв української мови, таким чином, лишився, але вже як зворотний, як гіперпуризм». У публікаціях, присвячених виявленню росіянізмів у мові й правильному українському мовленню, можна спостерегти феномен «роздільного мислення»: вживання російських запозичень піддається безпощадній критиці, у той же час у них самих можна натрапити на чимало тих самих росіянізмів (граматичних, лексичних), наведених не як приклади, а в основному тексті. Зазначають в них і «подвійні стандарти»: росіянізми оголошують лексикою, що засмічує мову, проте, не вважають чимось негожим масове вживання в українській значної кількості полонізмів й американізмів, що часто мають всім відомі українські відповідники. На думку Тараненка, у сучасній українській мовній практиці помітна тенденція обмеження наслідків впливу російської мови, що проявляється як в усуненні власне росіянізмів, так і не завжди усвідомлюваному відштовхуванні від російської мови взагалі, «…у тому числі й від наявних у ній іншомовних слів, від слів, що структурно можуть нагадувати відповідні російські слова, від історично спільних для обох мов одиниць».
Існує й цілком протилежний погляд на проблему збігання лексики в обох мовах: її пояснюють не запозиченнями з російської до української, а в зворотному напрямку. Прибічники цієї точки зору доводять, що багато які слова, що прийнято вважати російськими запозиченнями, віддавна існують в українських діалектах, причому не тільки східних і південних (де вплив російської був максимальним), а в західних областях України, що взагалі не входили до складу Російської імперії (желати, жолудок, жона, звізда, много, портки, сіверний). Суть цієї концепції виражає цитата відомого українського перекладача й мовознавця Миколи Лукаша: То ніякі не русизми. То давні українські слова, що їх ми свого часу позичили росіянам. Тепер настала пора повертати ці слова в нашу мову. Прихильники повернення староукраїнізмів вважають антисуржикову діяльність не менш шкідливою для мови, ніж ігнорування самої проблеми суржику й росіянізмів. Українська мова, до якої прагнуть застосувати надто суворі правила слововживання, стає неживою, сухою, малопривабливою для пересічних мовців. На їхню думку, обмежене вживання гаданих росіянізмів здатне оживити й усвоєріднити мову: як повсякденного спілкування, так і мову художньої літератури.
Проблему адекватної оцінки явища ускладнює й те, що вивчення росіянізмів базується переважно на прикладах, взятих не з літературної мови, а з простомовного або жаргонного мовлення (міського, професійного, шкільного, студентського) — де важко чітко визначити мову, яку використовують мовці (це може бути не тільки українська з росіянізмами, але й російська з українізмами). Поясненням цьому може бути факт, що в українській культурі мова сприймається не прагматично, як засіб комунікації, а як національний скарб, національний символ.

## Псевдоросіянізми
Окремо слід зазначити обширну групу слів, які через схожість з російськими словами часто зараховують до росіянізмів. Це насамперед, староукраїнська лексика, спільна з сучасною російською, а також нечисленні слова церковнослов'янського походження, які помилково ідентифікують як виключно російські.

### Слова загальносхіднослов'янського походження
Водночас, не всі мовні елементи, що здаються росіянізмами, мають російське походження. Приклади таких слів літературної мови наведено нижче.
| Псевдоросіянізм            | Російське слово  | Походження | Поширений синонім | Походження синоніма                                                     |
| -------------------------- | ---------------- | --- | ----------------- | ----------------------------------------------------------------------- |
| розм. бистрий              | быстрый          | д.-рус. бꙑстрꙑи < прасл. *bystrъ | швидкий           | пол. szwitki, świtki < д.-н.-нім. swið                                  |
| блюдо                      | блюдо            | д.-рус. блюдо, блюдъ < прасл. *bljudo, *bljudъ | таріль            | сер.-в.-нім. talier                                                     |
| буква                      | буква            | староцерк.-слов. бꙋкꙑ < прасл. *buky | літера            | пол. litera < лат. littera, lītera                                      |
| рідко. вилка               | вилка            | д.-рус. вила < прасл. *vidla | виделка           | пол. widelec < прасл. *vidla. Зазнало впливу укр. вилка                 |
| гвіздок                    | гвоздь           | д.-рус. гвоздь < прасл. *gvozdь | цвях              | пол. ćwiek, ćwięk < нім. Zweck                                          |
| глиба                      | глыба            | прасл. *gluba | брила             | пра-і.є. *bhrula, *bhrila                                               |
| рідко. глупий              | глупый           | прасл. *glupъ | дурний            | прасл. *durъ                                                            |
| голубий                    | голубой          | прасл. *golǫbъ («кольору голуба») < *golǫbь («голуб») | блакитний         | пол. blękit, можливо з сер.-в.-нім. blancheīt                           |
| заст., розм. го́род         | город            | д.-рус. городъ < прасл. *gordъ | місто             | д.-рус. мѣсто < прасл. město. Зазнало впливу пол. miasto                |
| розм. двигати              | двигать          | д.-рус. двизати < прасл. *dvigati/*dvigti | рухати            | д.-рус. рꙋшати («переміщувати») < прасл. *ruхъ                          |
| держати                    | держать          | д.-рус. держати < прасл. *deržati | тримати           | пол. trzymać                                                            |
| дім                        | дом              | д.-рус. домъ < прасл. *domъ | будинок           | пол. budynek < сер.-в.-нім. büding                                      |
| ждати                      | ждать            | д.-рус. жьдати < прасл. *žьdati | чекати            | прасл. *čekati, або пол. czekać                                         |
| заст., книжн. жона         | жена             | д.-рус. жена < прасл. *žena | дружина           | д.-рус. дрꙋгъ < прасл. *drugъ                                           |
| колодязь                   | колодец          | д.-рус. колодѧзь < прасл. *koldędzь < гот. *kalding | криниця           | прасл. *krьnica/*krinica                                                |
| котел                      | котёл            | д.-рус. котьлъ < гот. *katils, *katilus | казан             | тюрк. казан                                                             |
| заст., уроч. много         | много            | д.-рус. мъного < прасл. *mъnogъ | багато            | прасл. *bogatъ                                                          |
| мошонка                    | мошонка          | прасл. *mošьna. Відоме як анатомічний термін у багатьох слов'янських мовах (біл. машонка, серб. мошнице/mošnice, пол. moszna, словен. môšnja, словац. miešok, хорв. mošnja) | калитка           | д.-рус. калита («торбина») < каз., тат. і алт. калта, заст. тур. kalita |
| заст., уроч. муж           | муж              | д.-рус. мꙋжь < прасл. *mǫžь | чоловік           | прасл. *čьlověkъ, *čelověkъ                                             |
| настроювати                | настраивать      | д.-рус. строити < прасл. *strojiti | налаштовувати     | сер.-в.-нім. last                                                       |
| розм., заст. оружжя        | оружие           | д.-рус. орꙋжиѥ < прасл. *obrǫžьje | зброя             | пол. zbroja < broić                                                     |
| заст. первий               | первый           | д.-рус. пьрвꙑи | перший            | д.-рус. *пьрвъшии (колишній вищий ступінь порівняння)                   |
| пожар                      | пожар            | д.-рус. жаръ | пожежа            | можливо, пол. pożega                                                    |
| рідко. рихлий              | рыхлый           | прасл. *ryxlъ (пор. *rušiti, *rux-) | пухкий            | прасл. *puxъ                                                            |
| заст. свобідний            | свободный        | прасл. *svoboda | вільний           | прасл. *volja                                                           |
| спасибі                    | спасибо          | д.-рус. съпаси богъ | дякую             | пол. dziękuję < давн.в-нім. dankōn                                      |
| розм., рідко. строїти      | строить          | д.-рус. строити < прасл. *strojiti | будувати          | пол. budować < сер.-в.-нім. büden                                       |
| строїти                    | строить          | д.-рус. строити < прасл. *strojiti | шикувати          | нім. schick («форма, стан»; «лад, порядок»)                             |
| тиква                      | тыква («гарбуз») | д.-рус. тꙑкꙑ < прасл. *tyky | лагенарія         | лат. Lagenaria                                                          |
| розм. цвіток, діал. цвітка | цветок           | д.-рус. цвѣтъ < прасл. *květъ | квітка            | прасл. *květъka                                                         |
| розм. цеп                  | цепь             | д.-рус. чепь/цѣпь < прасл. *čěpati («хапати»; «чіпати»; «згинати») | ланцюг            | пол. łańcug (сучасна форма łańcuch) < сер.-в.-нім. *lannzug             |
| чашка                      | чашка            | д.-рус. чаша < прасл. *čaša | філіжанка         | пол. filiżanka < осман. فنجان (fincan)                                  |
| янтар                      | янтарь           | д.-рус. єнтарь < лит. gintãras, латис. dzĩtars, dziñtars | бурштин           | пол. bursztyn < сер.-н.-нім. bernstein                                  |

Не можна також вважати росіянізмами діалектні українські слова, що не ввійшли до сучасної літературної мови: видіти («бачити»), вугол («куток»; «ріг вулиці, будинка»), ива («верба»), игла («голка»), звізда («зірка»), кожа («шкіра»), мовня («блискавка»), щитати («лічити, рахувати») тощо. Деякі з них подаються «Словарем української мови» початку XX століття.
Щодо «активного глядача спортивних змагань, який піддержує учасників», у сучасній українській вживають слово «уболівальник», а «болільник» розглядають як адаптацію рос. болельщик. Проте, мовознавець Святослав Караванський не вважає «болільник» росіянізмом: «Почну із слова „боліти“. Це стовідсоткове українське слово. Воно має кілька значень, і одне з них — це скорочена форма від ідіоми „боліти серцем“. У такому значенні слово „боліти“ — синонім слова „потерпати“, а також запозиченого слова „переживати“».
Чимало джерел визначають прикметник «учбовий» як штучний, утворений переінакшенням рос. учебный, посилаючись на відсутність слова «учба» в українській мові. Однак, хоч це слово й не фіксоване сучасними нормативними словниками, його, як відповідник до рос. учение, подає «Українсько-російський словник» Віктора Дубровського (1909). До того ж, з погляду морфології воно не є чимось чужим українській мові (пор. косьба, лічба, сівба, стрільба, журба, плавба).
Суперечливою є і питомість для української мови конструкції «у мене є» (замість «я маю»). Багато сучасних українських мовознавців стверджують, що подібні звороти невластиві не тільки українській, але й всім слов'янським і навіть всім індоєвропейським мовам. Отже, цей зворот однозначно оголошується граматичним росіянізмом, запозиченим з російської мови. Проте, деякі лінгвісти доводять, що питання є дуже непростим. Вони припускають, що подібні конструкції (з дієсловом «бути» замість «мати») могли існувати й у праслов'янській мові, наводячи за доказ письмові свідчення з давньоруських і староукраїнських пам'яток: милость бо и гнѣвъ оу него (Бога) єсть (Ізборник Святослава, 1076 р.), будут-ли оу них дѣтки (1489 p.), у Єго Милости мѣсца мало было (1513 р.).
Деякі спільносхіднослов'янські слова з часом набули різних значень. Так, маловідомі українські слова «получатися», «вредний», «плохий» теж можуть здатись росіянізмами, проте, вони є питомо українськими: із семантикою, відмінною від співзвучних слів російської мови (для плохий поряд з «немічний», «смирний» зафіксовано також значення «поганий»).
Український вчений, політичний та громадський діяч, мовознавець, лексикограф та педагог Іларіон (Огієнко) не вважав росіянізмами такі слова, як жизнь, іскуство, чувство, но («але»), к («до»):
|  | Письменники пошевченкової доби часом свідомо й виразно дбали, щоб їх літературна мова якнайменше була подібна до мови російської, щоб росіянин, читаючи український твір, не розумів його мови, й уже тим самим змушений був признати, що українська мова — це справді окрема мова. Така ідеологія не була корисна для розвою нашої літературної мови, бо позбавляла її багатьох тих виразів, які збереглися до нас як стародавнє спільне культурне добро. Не корисно нам відкидати своє стародавнє слово тільки тому, що воно однакове зо словом російським... ...Наша літературна мова живе безпереривно від X століття, живе вже тисячу літ, пройшла довжелезну путь свого розвою, а між тим у нас у сучасній літературній мові від старої мови позосталося зовсім мало. Коли в половині XVI віку зачала творитися в нас нова літературна мова, то до неї входила безліч полонізмів, тоді як на те саме розуміння були в нас слова з давнішої літературної мови. Ось тому Куліш і уживав слова жизнь, но, к замість життя, але, до. Безумовно, варто було б пов’язати в історичний спосіб нашу сучасну літературну мову з давниною, і це не протиречило б істоті нашої мови, бо ж у мові живій народній ще багато архаїзмів. У нас наші архаїзми, коли вони однакові з виразами російськими, звуть русизмами, а це погляд зовсім не науковий, — при такому погляді нам довелося б відцуратися, як русизмів, не тільки свого стародавнього словника, але й половини словника зовсім недавніх часів. Мова наша багатовікова, і всі віки позоставили в ній свої сліди. |

### Церковнослов'янізми
До росіянізмів також помилково відносять і церковнослов'янізми (чи просто «слов'янізми») — слова, запозичені як українською, так і російською мовами зі спорідненої церковнослов'янської, що належить до південнослов'янських мов і походить від давньоболгарської. Церковнослов'янська мова, бувши в Україні протягом десяти століть (988—1922) богослужбовою мовою, а понад вісім століть (988—1798) бувши й мовою літературною, справила великий вплив на формування і сучасної літературної мови.
Порівняно з впливом церковнослов'янської мови на російську (майже 50 % лексики літературної мови), вплив церковнослов'янської на українську був значно меншим і зачепив переважно лексику, пов'язану безпосередньо з релігією (благодать, благословення, священик, храм). Відомі поодинокі випадки вживання церковнослов'янізмів (старослов'янізмів) і в повсякденному мовленні, наприклад, привітання «здрастуйте» (стягнена форма від «здравствуйте» — «будьте здоровими»). Припустимі церковнослов'янізми й у деяких художньо-літературних стилях, зокрема, у поезії. Так, слово «пустиня» Святослав Караванський рекомендує вживати лише в поетичному контексті: І дебр-пустиня неполита, Зцілющою водою вмита, Прокинеться… (Тарас Шевченко), а «пустеля» — у нейтральному, зокрема, науковому («пустеля Сахара»). Інші приклади слов'янізмів зі творів Шевченка: ректи, ветхий, воздавати, злоречивий, отверзатися, потребити, радуйтеся!, скверний, чертоги.
Приклади церковнослов'янізмів, схожих з російськими словами:
- Благодарити[75], утворене з староцерк.-слов. благо < прасл. *bòlgъ (звідки й д.-рус. болого, бологꙑи) + дарити;
- Воздух («великий покрив»; заст. «повітря»). В останньому значенні відоме не тільки в російській, але й у болгарській, македонській, сербській, словацькій і чеській мовах;
- Воїн — на відміну від вояк, вживається переважно в урочистому мовленні;
- Враг, якому відповідає питоме ворог. Вживається лише в релігійному контексті та в поезії;
- Врата, якому відповідає питоме ворота;
- Врем'я, якому відповідає питоме [вере́м'я] («погода»);
- Звізда — вживання в українській обмежене релігійним контекстом[76];
- Мир (у значенні «світ»);
- Празник, від староцерк.-слов. праздьнъ, якому відповідає питоме порожній;
- Пустиня — вживається в поезії;
- Спасіння — вживається лише в релігійному контексті;
- Страж, якому відповідає питоме сторож.

Проте, деякі церковнослов'янізми запозичені через посередництво російської: ті, що змінили в ній своє значення (область), а також російські новотвори на основі церковнослов'янських коренів (гласність, негласно, представляти, чреватий).

### Інше
Не є росіянізмами й такі спільні українсько-російські слова, що часто виявляються полонізмами:
- Бутель < пол. butel (сучасне butla) < фр. bouteille;
- Підлець < пол. podlec («незнатна людина»);
- Поєдинок < пол. pojedynek;
- Прийняти за когось < пол. przyjąć za kogoś;
- Пушка < пол. puszka < давн.в-нім. buhsa;
- Рисунок < пол. rysunek;
- Ціль < пол. cel < сер.-в.-нім. zil;
- Фільонка < пол. filunek < нім. Füllung;
- Штик < пол. sztych < сер.-в.-нім. stich («укол, удар списом»).

Докладніше у статтях Полонізми в українській мові, Полонізми у російській мові
Так само в обох мовах присутні спільні тюркізми:
- Аїр < тур. ağir < грец. ἄκορος;
- Баддя < тур. badya < перс. badye («ківш для вина»);
- Кочерга < тюрк. *köčirgā. Припускають також, що це слово має питомо слов'янське походження (див. «Кочерга#Походження слів»);
- Мішень < тур. nişan;
- Сарай < тюрк. sarai.

Окрім того, існують діалектні й застарілі слова грецького походження, тотожні російським:
- Кукла («лялька») < грец. κοῦκλα;
- Скамна, скам'я, скамня («лава», «дзиґлик») < грец. σκάμνον.

Запозичення з інших мов:
- Бумага, бомага («папір») < італ. bombagio («бавовна»).

## Проблема росіянізмів у білоруській мові
Аналогічну проблему становлять росіянізми й у білоруській мові. Ситуація ускладнюється офіційною двомовністю республіки Білорусь, що приводить до фактичного переважання російської у всіх сферах життя. Брак білоруськомовної літератури, внаслідок відсутності попиту на неї породжує незнайомство багатьох громадян Білорусі з нормами літературної білоруської мови.

### Росіянізми в літературній мові
Слова в списку нижче подаються згідно з «Етимологічним словником білоруської мови» Інституту мовознавства імені Якуба Коласа.
- Акрамя́ («окрім») < окромя, якому відповідає питоме апрача́;
- Ара́нжавы («помаранчевий») < оранжевый < фр. orange (також: «апельсин»);
- Бе́жанец («біженець») < беженец, від бежать («бігти»; «втікати»);
- Вадзі́цель («водій») < водитель;
- Валакі́та («тяганина») < волокита;
- Ве́тка («залізнична гілка») < ветка;
- Вобыск («обшук») < обыск;
- Водзыў («відгук») < отзыв;
- Водпуск («відпустка») < отпуск;
- Вопыт («досвід») < опыт;
- Ву́стрыца («устриця») < устрица < нід. oester < лат. ostreum < грец. ὄστρεον («мушля»);
- Вучоба («навчання»), вучэ́бны («учбовий») < учёба, учебный;
- Дагавор («договір, угода») < договор;
- Доблесць («доблесть»), доблесны («відважний, мужній») < доблесть, доблестный;
- Добрасардэ́чны («добросердий») < добросердечный;
- Дружалю́бны («приязний, доброзичливий») < дружелюбный;
- Духі́ («парфуми») < духи, що калькує фр. parfum;
- Жалу́дачак («шлуночок серця») < желудочек;
- І́менна («са́ме») < именно;
- Канькі́ («ковзани») < коньки;
- Капе́йка («копійка») < копейка < копейная деньга, від копьё («спис»);
- Лётчык («льотчик») < лётчик;
- Лічы́нка («личинка, хробак») < личинка;
- Макрота («мокротиння») < мокрота;
- Маладзе́цкі («здоровий, спритний») < молодецкий, якому відповідає питоме малайцава́ты з іншою будовою;
- Маладзёжны («молодіжний») < молодёжный, якому відповідають питомі моладзевы і маладзёвы з іншою будовою;
- Мерзлата́ («мерзлота») < мерзлота;
- Мы́шца («м'яз»), мы́шачны («м'язовий») < мышца, мышечный;
- Мыш'я́к («арсен») < мышьяк;
- Намяка́ць («натякати») < намекать;
- Падазрава́ць («підозрювати») < подозревать;
- Падлог («підробка»; «обман») < подлог;
- Палу́чка («заробітна плата») < получка, від получить («одержати»);
- Памёт («послід») < помёт;
- Паня́цце («поняття») < понятие;
- Паразі́ць («уразити, завдати удару») < поразить;
- Пасёлак («селище») < посёлок;
- Пасме́шышча («посміховище») < посмешище;
- Паходка («хода») < походка;
- Плаўні́к («плавець, орган руху в риб і водоплавних тварин») < плавник;
- Поручні («бильця») < поручни;
- Почка («пупок, зародок нового організму»), пачкава́нне («брунькування»; «пупкування») < почка, почкование;
- Пошлы («обмежений»; «банальний»; «вульгарний») < пошлый;
- Прад'яві́ць («пред'явити») < предъявить;
- Прабі́рка («пробірка») < пробирка, від *пробировать < нім. probieren;
- Прака́т («передача рухомого майна в тимчасове користування за певну плату») < прокат, від прокатить («прокотити»);
- Прапаве́даваць («проповідувати») < проповедовать;
- Пра́паршчык («прапорщик») < прапорщик, що калькує нім. Fähnrich («той, хто несе прапор»);
- Пропісь («пропис») < пропись;
- Прызы́ў («військовий призов») < призыв;
- Прымяні́ць («застосувати») < применить;
- Пры́тарны («нудотний»; «надто солодкий») < приторный;
- Рабя́ты («хлопці і дівчата») < ребята;
- Рама́шка («ромашка») < ромашка < романова трава < лат. anthemis romana, звідки й біл. рамонак;
- Ра́кавіна, раку́шка («черепашка») < раковина, ракушка;
- Рознічны («роздрібний») < розничный;
- Розыгрыш («розіграш») < розыгрыш;
- Росчырк («розчерк») < росчерк;
- Ружжо («рушниця») < ружьё;
- Рызі́на («гума») < резина;
- Саве́т («колегіальна рада») < совет;
- Самалёт («літак») < самолёт;
- Саслоўе («суспільний стан») < сословие < церк.-слов. съсловіє (також: «згода»);
- Саста́ў («склад») < состав;
- Сачыне́нне («шкільний твір») < сочинение;
- Саю́з («союз») < союз;
- Скрупулёзны («надзвичайно точний, детальний») < скрупулёзный < лат. scrupulosus;
- Следапы́т («слідопит») < следопыт, що калькує англ. pathfinder;
- Створка («стулка») < створка;
- Сы́шчык («детектив») < сыщик;
- Тайні́к («схованка») < тайник;
- Таможня («митниця») < таможня < д.-рус. таможьнꙑи, від тамъга («тавро»; «печатка»; «вид податку, уведеного на Русі татарами»);
- Тормаз («гальмо»), тармазі́ць («гальмувати») < тормоз, тормозить;
- Трушчобы («нетрі, густонаселений бідний квартал») < трущобы;
- Тупі́к («глухий кут») < тупик;
- Тушава́цца («бентежитися, ніяковіти») < тушеваться < тушевать («накладати тіні»), від тушь < нім. Tusche («туш»).